# İnegöl Belediyespor ve Gençlik Kulübü 2020-2021
Questa voce raccoglie le informazioni riguardanti l'İnegöl Belediyespor ve Gençlik Kulübü nelle competizioni ufficiali della stagione 2020-2021.

## Organigramma societario
Area direttiva
- Presidente: Alper Taban

Area tecnica
- Allenatore: Levent Zoroğlu
- Allenatore in seconda: Bora Şensoy
- Assistente allenatore: Hakan Çolpan
- Scoutman: Mete Erbaş

## Rosa
| N° | Nome               | Ruolo | Data di nascita   | Nazionalità sportiva |
| -- | ------------------ | ----- | ----------------- | -------------------- |
| 1  | Ahmet Çetinkaya    | O     | 3 novembre 1999   | Turchia              |
| 2  | Ali Dağlar         | S     | 1º giugno 1997    | Turchia              |
| 3  | Todor Valčev       | S     | 18 gennaio 1989   | Bulgaria             |
| 4  | Ahmet Büyükgöz     | S     | 1º giugno 2000    | Turchia              |
| 5  | Osmany Uriarte     | S     | 4 giugno 1995     | Cuba                 |
| 6  | Mehmet Almaz       | C     | 1º gennaio 1984   | Turchia              |
| 7  | Emirhan Ulutaş     | S     | 4 gennaio 1999    | Turchia              |
| 9  | Berkün Üstündağ    | P     | 4 giugno 2001     | Turchia              |
| 10 | Caner Çiçekoğlu    | P     | 11 maggio 1985    | Turchia              |
| 11 | Umut Özdemir       | L     | 1º settembre 1991 | Turchia              |
| 12 | Bertuğ Öndeş       | O     | 26 ottobre 1996   | Turchia              |
| 13 | Ahmet Arslan       | C     | 7 dicembre 1990   | Turchia              |
| 14 | Nikola Ǵorǵiev     | O     | 23 luglio 1988    | Macedonia del Nord   |
| 17 | Caner Dengin       | L     | 15 dicembre 1987  | Turchia              |
| 18 | Dmitrii Bahov      | S     | 23 ottobre 1990   | Moldavia             |
| 20 | Abdulsamet Sineren | C     | 8 marzo 2002      | Turchia              |

## Statistiche

### Statistiche di squadra
| Competizione     | Punti | In casa | In casa | In casa | In trasferta | In trasferta | In trasferta | Totale | Totale | Totale |
| Competizione     | Punti | G       | V       | P       | G            | V            | P            | G      | V      | P      |
| ---------------- | ----- | ------- | ------- | ------- | ------------ | ------------ | ------------ | ------ | ------ | ------ |
| Efeler Ligi      | 41    | 17      | 10      | 7       | 18           | 6            | 12           | 35     | 16     | 19     |
| Coppa di Turchia | 0     | 0       | 0       | 0       | 0            | 0            | 0            | 3      | 0      | 3      |
| Totale           | -     | 17      | 10      | 7       | 18           | 6            | 12           | 38     | 16     | 22     |

G = partite giocate; V = partite vinte; P = partite perse

### Statistiche dei giocatori
| Giocatore    | Campionato | Campionato | Campionato | Campionato | Campionato | Coppa di Turchia | Coppa di Turchia | Coppa di Turchia | Coppa di Turchia | Coppa di Turchia | Totale | Totale | Totale | Totale | Totale |
| Giocatore    | P          | PT         | AV         | MV         | BV         | P                | PT               | AV               | MV               | BV               | P      | PT     | AV     | MV     | BV     |
| ------------ | ---------- | ---------- | ---------- | ---------- | ---------- | ---------------- | ---------------- | ---------------- | ---------------- | ---------------- | ------ | ------ | ------ | ------ | ------ |
| M. Almaz     | 30         | 209        | 160        | 37         | 12         | 3                | 12               | 9                | 1                | 2                | 33     | 221    | 169    | 38     | 14     |
| A. Arslan    | 28         | 107        | 76         | 23         | 8          | 3                | 15               | 8                | 7                | 0                | 31     | 122    | 84     | 30     | 8      |
| D. Bahov     | 33         | 451        | 379        | 28         | 44         | -                | -                | -                | -                | -                | 33     | 451    | 379    | 28     | 44     |
| A. Büyükgöz  | 20         | 88         | 79         | 5          | 4          | 0                | 0                | 0                | 0                | 0                | 20     | 88     | 79     | 5      | 4      |
| A. Çetinkaya | 30         | 62         | 53         | 9          | 0          | 3                | 36               | 33               | 2                | 1                | 33     | 98     | 86     | 11     | 1      |
| C. Çiçekoğlu | 32         | 77         | 29         | 24         | 24         | 3                | 6                | 3                | 2                | 1                | 35     | 83     | 32     | 26     | 25     |
| A. Dağlar    | 17         | 1          | 0          | 0          | 1          | 1                | 7                | 7                | 0                | 0                | 18     | 8      | 7      | 0      | 1      |
| C. Dengin    | 34         | 0          | 0          | 0          | 0          | 3                | 1                | 1                | 0                | 0                | 37     | 1      | 1      | 0      | 0      |
| N. Ǵorǵiev   | 34         | 526        | 476        | 23         | 27         | 3                | 40               | 35               | 0                | 5                | 37     | 566    | 511    | 23     | 32     |
| B. Öndeş     | 34         | 177        | 126        | 39         | 12         | 3                | 10               | 7                | 3                | 0                | 37     | 187    | 133    | 42     | 12     |
| U. Özdemir   | 22         | 0          | 0          | 0          | 0          | 3                | 1                | 1                | 0                | 0                | 25     | 1      | 1      | 0      | 0      |
| A. Sineren   | 7          | 9          | 8          | 1          | 0          | 1                | 1                | 1                | 0                | 0                | 8      | 10     | 9      | 1      | 0      |
| E. Ulutaş    | 4          | 8          | 6          | 0          | 2          | 0                | 0                | 0                | 0                | 0                | 4      | 8      | 6      | 0      | 2      |
| O. Uriarte   | 11         | 122        | 111        | 3          | 8          | 0                | 0                | 0                | 0                | 0                | 11     | 122    | 111    | 3      | 8      |
| B. Üstündağ  | 17         | 10         | 6          | 2          | 2          | 2                | 1                | 1                | 0                | 0                | 19     | 11     | 7      | 2      | 2      |
| T. Valčev    | 18         | 214        | 179        | 21         | 14         | -                | -                | -                | -                | -                | 18     | 214    | 179    | 21     | 14     |

P = presenze; PT = punti totali; AV = attacchi vincenti; MV = muri vincenti; BV = battute vincenti